# オジー・カンセコ
オズワルド・カンセコ・カパス（Osvaldo "Ozzie" Canseco Capas , 1964年7月2日 - ）は、キューバ共和国ハバナ出身の元プロ野球選手（左翼手）。右投げ右打ち。
一卵性双生児の弟のホセ・カンセコも元MLB選手。

## 経歴

### プロ入り前
キューバのハバナに生まれ、両親がキューバ革命によって財産を没収された。1965年にフィデル・カストロ政権が反体制派のアメリカ合衆国への移住を認めた事に伴い、家族と共にフロリダ州マイアミへ移住した。

### プロ入り後 - 最初の現役引退
1982年のMLBドラフト2巡目でニューヨーク・ヤンキースから指名を受けて契約。
当初は投手として登録されていたが、マイナーリーグで1984年には外野手としても出場し、しばらく二足のわらじを履く事になる。
1986年にオークランド・アスレチックスへトレードされると完全に外野手に転向したが、それでもマイナーで時折投手として登場する事があった。
双子の弟のホセ・カンセコは早々とMLBで華々しい活躍を見せたがオジーはなかなか芽が出ず、MLB初出場はプロ入り8年目、1990年7月18日の対クリーブランド・インディアンス戦だった（同年は9試合に出場）。
1991年に日本プロ野球の近鉄バファローズに入団した。ホセ・カンセコの実兄という事で話題になり、ファンも大いに期待した。しかし同年の近鉄にはラルフ・ブライアント、ジム・トレーバーという実績のある大物助っ人外国人が名を連ねており、球団では第3の保険用外国人という扱いに過ぎなかった。シーズン中にブライアントが故障し、カンセコにチャンスが訪れたかと思われたが、二軍でも満足な成績を残せていなかったため、近鉄は新外国人ジェシー・リードを獲得し、彼をブライアントの代わりに抜擢した。当時、外国人枠の一軍枠は1チーム2人・契約は3人までという規定があったため、リード獲得のためにカンセコが解雇され、シーズン途中で退団した。
その後は1992年1月15日にセントルイス・カージナルスと契約を結んだものの、MLBでは2年間で15試合出場のみに終わった。
1993年12月14日に移籍したミルウォーキー・ブルワーズではMLBで出場する事はなく、1994年限りで現役引退を表明。

### 北米独立リーグ時代
1998年に北米独立リーグのノーザンリーグで現役復帰を果たした。この年はダルース・スペリオル・デュークスとファーゴ・ムーアヘッド・レッドホークスに所属した。
1999年はリーガ・メヒカーナ・デ・ベイスボルのタバスコ・ガナドレスとモンテレイ・サルタンズに所属した。
2000年にはアトランティックリーグのニューアーク・ベアーズで独立リーグの歴代最多記録となるシーズン48号本塁打を放ち、MVPを受賞した。
2001年に韓国プロ野球のロッテ・ジャイアンツと契約を結んだが、一軍戦に1試合も出場しないまま解雇された。解雇後は前年に在籍したニューアーク・ベアーズに復帰した。
2010年は弟のホセと共にユナイテッドリーグ・ベースボールのラレド・ブロンコスでプレーした。
2011年は弟が監督に就任したノース・アメリカンリーグのユマ・スコーピオンズの選手兼任ベンチコーチを務めた。
2013年4月19日にユナイテッドリーグベースボールのエディンバーグ・ロードランナーズの監督に就任した。

## 人物

### 法的トラブル
2001年10月31日に弟ホセと一緒にマイアミビーチのナイトクラブでカリフォルニア州からの旅行客2人と喧嘩になり、1人は鼻骨折、もう1人は唇に20針の大怪我を負わせた。2002年11月5日に18か月間の保護観察処分と200時間の社会奉仕活動の判決を言い渡された。
2003年11月18日に筋肉増強剤であるアナボリックステロイドの不法所持と無免許運転のため、運転免許停止と懲役5ヶ月の判決を言い渡された。
2011年1月15日に飲酒運転で逮捕された。

## 詳細情報

### 年度別打撃成績
| 年 度    | 球 団    | 試 合 | 打 席 | 打 数 | 得 点 | 安 打 | 二 塁 打 | 三 塁 打 | 本 塁 打 | 塁 打 | 打 点 | 盗 塁 | 盗 塁 死 | 犠 打 | 犠 飛 | 四 球 | 敬 遠 | 死 球 | 三 振 | 併 殺 打 | 打 率 | 出 塁 率 | 長 打 率 | O P S |
| -------- | -------- | ----- | ----- | ----- | ----- | ----- | -------- | -------- | -------- | ----- | ----- | ----- | -------- | ----- | ----- | ----- | ----- | ----- | ----- | -------- | ----- | -------- | -------- | ----- |
| 1990     | OAK      | 9     | 20    | 19    | 1     | 2     | 1        | 0        | 0        | 3     | 1     | 0     | 0        | 0     | 0     | 1     | 0     | 0     | 10    | 0        | .105  | .150     | .158     | .308  |
| 1992     | STL      | 9     | 36    | 29    | 7     | 8     | 5        | 0        | 0        | 13    | 3     | 0     | 0        | 0     | 0     | 7     | 0     | 0     | 4     | 1        | .276  | .417     | .448     | .965  |
| 1993     | STL      | 6     | 18    | 17    | 0     | 3     | 0        | 0        | 0        | 3     | 0     | 0     | 0        | 0     | 0     | 1     | 0     | 0     | 3     | 0        | .176  | .222     | .176     | .399  |
| MLB：3年 | MLB：3年 | 24    | 74    | 65    | 8     | 13    | 6        | 0        | 0        | 19    | 4     | 0     | 0        | 0     | 0     | 9     | 0     | 0     | 17    | 1        | .200  | .297     | .292     | .590  |

### 背番号
- 55 （1990年）
- 35 （1991年）
- 46 （1992年）
- 48 （1993年）
- 22 （2001年）